# イーストハンプトン (マサチューセッツ州)
イーストハンプトン（英: Easthampton）は、アメリカ合衆国マサチューセッツ州のハンプシャー郡にある都市。人口は1万6053人（2010年）。コネチカット川バレーに属するパイオニア・バレーの南東縁にあり、近くにはアマーストやノーサンプトンのような学園都市がある。

## 歴史
イーストハンプトンに最初のヨーロッパ人移民が入植したのは1664年からであり、当初はノーサンプトンの一部と考えられていた。1785年、イーストハンプトンのビレッジが、別の政体として正式に名前を付けられた。1809年には公式に町となった。イーストハンプトンは法人化された日付ではハンプシャー郡で最も若い町である。ただし、最後の法人化ではない。郡内のクァビン貯水池に沈んだ3つの町のうち2つ、エンフィールドとプレスコットが後の法人化だったが、水没した時に法人を外された。
町はマンハン川の周りで成長した、最初は厳密に農業町として、後には産業革命を通じて、工場が建てられ、主に繊維工業とそれから派生した製品に関連していた。これらの中で最初のものはウィリストン・ナイト・ボタン会社であり、町で最初の会衆派教会牧師のペイソン・ウィリストンの息子サミュエル・ウィリストンによって1847年に設立された。この会社は当時切望されていた布で覆われたボタンに特化しており、機械を運転するために土地の小川を堰き止めナシャワナック池を作った。他の工場も間もなく近くに開設され、その多くはゴムひもの製造に特化した。
このような工業発展の始まりに続いて、町では初の高校と国定銀行が1864年に開設され、1869年には町役場が建てられた。1871年、巡査が町で最初の警官に置き換えられた。これと同じ年に鉄道の定期便が常時停まるようになった。1881年に町の公共図書館が開設され、それから14年経った1895年、電話と路面電車という新しいもの2つが開設された。町に新しい住民が流入し、カトリック、聖公会、ルーテル教会、メソジストの新しい教会が建てられ、会衆派教会も2つ目が建てられた。1899年、布の製造に特化しているウェストボイルストン製造会社とハンプトン会社の双方がイーストハンプトンに移転して来て、特にポーランド人やカナダ人など大勢の移民を雇用した。
第一次世界大戦中、町の工場は全て連邦政府の戦時発注を受け、財政的に潤ったが、その後の世界恐慌で打撃を受け、多くの工場所有者は既に従業員を解雇し、他の会社との合併を求め、あるいはその設備の買収者を探した。
第二次世界大戦で、昔からの繊維会社も新しい重工業会社も、連邦政府から新たな発注を受けたので、イーストハンプトン経済には幾らか救済になった。しかし、1960年代初期から多くの工場が閉鎖されて、町には打撃となった。新しく産業団地を開いて再活性化の試みが始まり、官民合同の工業モールと続いたが、ハンプシャー郡に比して非常に高い失業率と貧困の問題を解決できなかった。
小さな農園と、確立された小企業がイーストハンプトン経済の核として残っている。イーストハンプトンはその憲章を1996年に変更して、市になった。中心街は1996年からアーティストや若者の小さな社会を惹きつけている。彼らは地域のボヘミアン社会のハブであるノーサンプトンに比して、低い生活費の故にイーストハンプトンに流れてきている。メインストリート、ユニオン通り、コテージ通りの小さな店舗が、新しい住民の流入に合わせて事業形態を変えた。この成長によって新しく芸術や文化の行事を生んだ。例えば毎月のアートウォーク・イーストハンプトンは第二土曜日に開催され、美術、音楽、芸能のアーティストが市内の会場で彼らの才能を展示している。

## 地理
イーストハンプトンは西にサウサンプトンとウェストハンプトン各町、東と南にホルヨーク市、北にノーサンプトン市と接している。北東はコネチカット川を挟んでハドリー町に接している。東の市境はトム山とノノタック山の西面である。市内には多くの小川が流れている。

## 教育
1797年、町は4つの教育学区に分けられた。19世紀の半ばまでに、12以上の小さな学校があった。その後の1世紀で、学校の数を減らし、就学生徒数が多くても対応できる校舎を建て始めた。1897年、教室8室の校舎がメイプル通りに建てられた。メイプル通り学校は後に16室に拡大された。1950年から1962年にはジュニア高校が統合されていた。1962年の後は小学校として使われた。
マウント・ホリヨーク大学卒業生のサラ・チャピンは、ウィリストン神学校最後の女子校長であり、1864年に町では初の高校長になった。チャピンは当初のカリキュラムを設計し、1891年に健康を害するまで校長を続けた。1901年の学年で退職し、その年の夏に死んだ。1864年、ウィリストン神学校は女子への授業を停止することにした。町は最初の高校として使うために二階建ての校舎を建設した。1912年、教育学区が新しい高校を建設し、センターユニオン学校から回収したレンガを使って校舎を拡張した（当時はパーク・プライマリー学校と呼ばれた）。1939年まで小学校として使われ、1950年代と1960年代も小学校だった。この校舎は現在メモリアルビルと呼ばれ、現在は市役所として使われている。
1902年、ウェスト・ボイルストンとハンプトン社の成長によって人口が増加したことに、町が反応した。8室のセンター通り学校がセンターユニオン学校に代わった。1920年、この校舎の中を12教室に改修された。これが中学校、高校、および小学校に使われた。1902年にはラブフィールド通り学校に代わって、パーソンズ通り学校が建設され、町のニューシティ部の児童生徒に対応することとした。
1912年、新しい高校が建設された。8室の校舎が1934年に拡張され、体育館と講堂が追加された。1962年に新しい高校が建設された後、この校舎はジュニア高校および中学校として使われた。1975年、小学校に転用された。現在はニール・A・ペピン学校と呼ばれる小学校である。
現在のイーストハンプトンには小学校3校（ニール・A・ペピン学校、センター通り学校、メイプル通り学校）、中学校1校（ホワイト・ブルック中学校）、高校1校（イーストハンプトン高校）がある。イーストハンプトン高校は2013年に建設された。

## 人口動態
以下は2010年国勢調査による人口統計データである。
| 基礎データ - 人口: 16,053 人 - 世帯数: 7,224 世帯 - 家族数: 4,066 家族 - 人口密度: 460.2人/km2（1,192.1 人/mi2） - 住居数: 7,615 軒 - 住居密度: 203.8軒/km2（527.9 軒/mi2） 人種別人口構成 - 白人: 93.6% - アフリカン・アメリカン: 1.1% - ネイティブ・アメリカン: 0.2% - アジア人: 2.4% - 太平洋諸島系: <0.1% - その他の人種: 1.1% - 混血: 1.6% - ヒスパニック・ラテン系: 3.7% 年齢別人口構成 - 18歳未満: 18.0% - 18-24歳: 7.5% - 25-44歳: 32.4% - 45-64歳: 24.8% - 65歳以上: 14.1% - 年齢の中央値: 43歳 - 性比（女性100人あたり男性の人口） - 総人口: 92.5 - 18歳以上: 89.7 | 世帯と家族（対世帯数） - 18歳未満の子供がいる: 21.6% - 結婚・同居している夫婦: 42.2% - 未婚・離婚・死別女性が世帯主: 10.4% - 非家族世帯: 43.7% - 単身世帯: 33.9% - 65歳以上の老人1人暮らし: 25.1% - 平均構成人数 - 世帯: 2.21人 - 家族: 2.85人 収入と家計 - 収入の中央値 - 世帯: 45,185米ドル - 家族: 54,312米ドル - 性別 - 男性: 36,446米ドル - 女性: 28,756米ドル - 人口1人あたり収入: 21,922米ドル - 貧困線以下 - 対人口: 8.9% - 対家族数: 5.9% - 18歳未満: 15.01% - 65歳以上: 9.9% |

## 市政府
イーストハンプトンは1785年に町として設立され、町政委員会が行政府の役割を果たしていた。立法はタウンミーティングで行われた。1996年7月の住民投票で新憲章を採択し、市の形態の政府を選んだが、公式名称には「町」が残っている。1996年9月、初代市長にマイケル・タウズニクが選ばれた。市長が行政部門の長とされた。タウンミーティングに代わって市政委員会が立法府となり、市全体から4人、小選挙区から5人の委員が選ばれる。1999年、市長と市政委員会は州議会に、公式名から「町」を取り、「市」に置き換えることを請願した。タウズニク市長は2010年11月に8選された。2013年11月の選挙ではタウズニク市長が再選を求めず、カレン・カデューが新市長に当選した。
| 民主党   | 4,117  | 35.49% |
| 共和党   | 1,027  | 8.85%  |
| 無党派   | 6,327  | 54.54% |
| 少数政党 | 130    | 1.12%  |
| 合計     | 11,601 | 100%   |

## 見どころ
イーストハンプトンには多くの見どころがある。

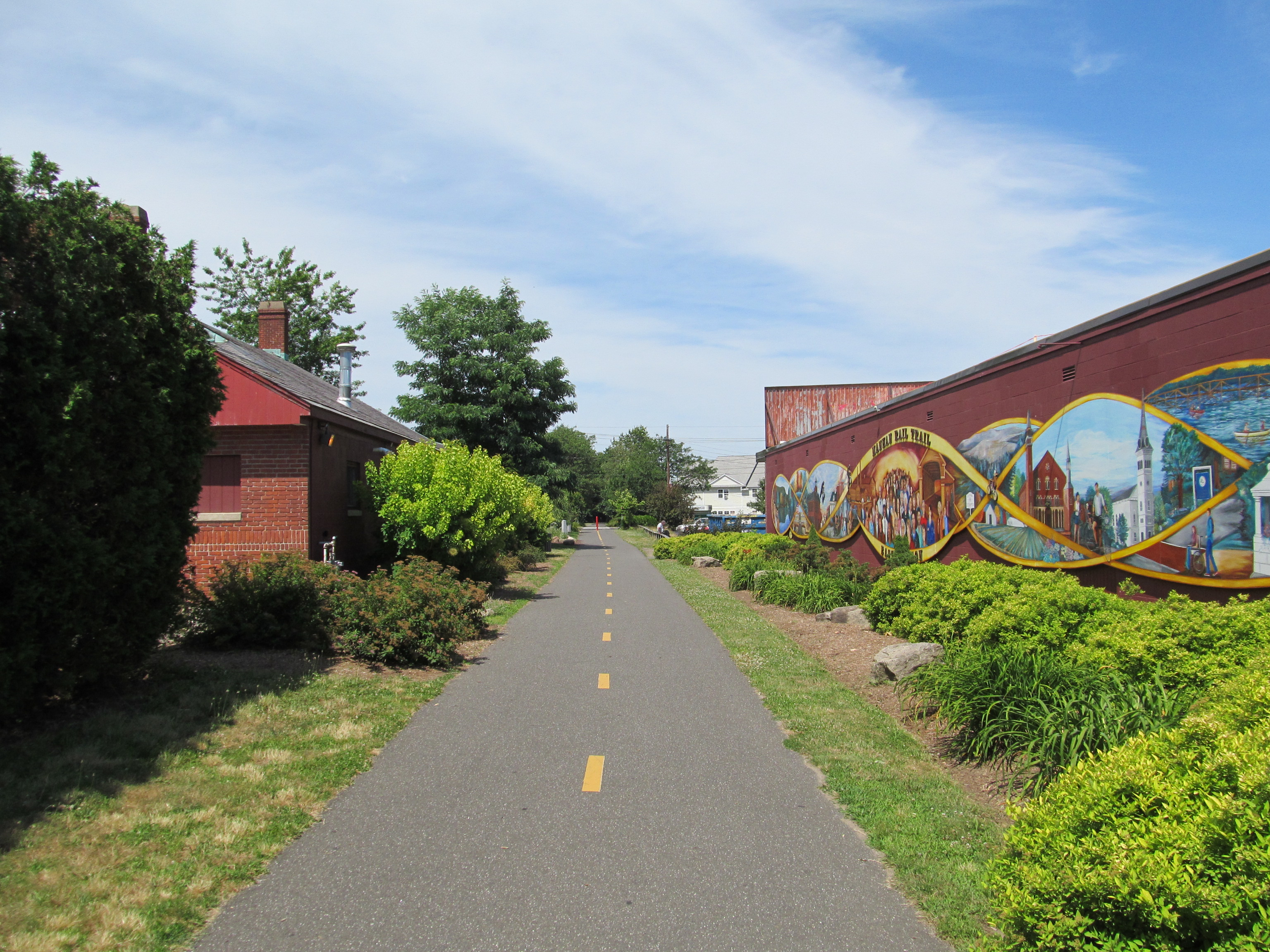
マンハン・レイルトレイル

トム山州立保護地は市域にも入っており、その岩棚からパイオニア・バレーの眺めを楽しむことができる。標高1,202フィート (363 m) のトム山はロングアイランド湾からバーモント州境まで直線的に伸びるメタコメット山地では最高のトラップロックの峰である。トム山はその高い崖、見晴らしの良い眺望、微気候生態系が特徴である。全長110マイル (180 km) のメタコメット・モナドノック・トレイルがこの山を通っている。
アーカディア野生生物保護区はマサチューセッツ・オーデュボン協会の一部であり、イーストハンプトンと隣のノーサンプトンに分かれてもいる。近年、マンハン・レイルトレイル自転車道が昔の鉄道路床に建設され、地域の他のトレイルと繋ぐ計画がある。このレイルトレイルとアーカディア野生生物保護区の近くには地元非営利土地信託であるパスコマック・コンサーベイションが所有する3つの保存地域もあり、イーストハンプトンに所有する200エーカー (0.81 km2) の一部になっている。
イーストハンプトン中心街とその周辺には次のものがある。
- コテージ通り文化地区、マサチューセッツ文化委員会とマサチューセッツ州から2013年に指定された
- エミリー・ウィルストン記念図書館、1987年にアメリカ合衆国国家歴史登録財に指定、45,000点以上の書籍、映画などの媒体を収める[12]
- ウィリストン・ノーサンプトン学校、私立中等学校、大学予備校
- ニニズ・ピッツェリア
- 銀の匙レストラン
- トム山のホームメイド・アイスクリームとキャンディの店
- ワン・コテージ通り、昔の工場建物、1970年代後半に改修され、アーティストや工芸家のためのワークショップとスタジオになった
- リバーサイド・インダストリーズ、これもワン・コテージ通りにあり、障害のある人々のための様々な革新的プログラムを提供するヒューマンサービス組織[13]
- イーストワークス、旧スタンリー・ホーム・プロダクツの工場ビル、アーティストのスタジオ、オフィス、およびレストランに転換された
- 歴史ある旧消防署、地元家具製造業者のサイラス・コプフによってワークショップに転換された
- フライホイール・アーツ・コレクティブ、音楽、芸能、美術のスペース、カフェもある、1999年オープン
- オールド・マーティ・ビーチ

## 行事
毎月第2土曜日、イーストハンプトン・シティアーツが市内でアートウォークを開催している。無料であり家族向けの行事である。
2014年6月、コテージ通り文化地区を祝うストリート祭、カルチュラル・カオスが開催された。数千人の観衆が参加した。 
イーストハンプトン・ベア・フェストでは、様々なアーティストがクマの彫刻を飾って競う。地元企業の前に様々なクマが置かれる。